# 탁발어
탁발어(拓跋語), 탑가치어(Tabγač) 혹은 탁바치어(Taγbač)는 5세기경 북위의 탁발선비가 사용하던 사멸된 언어이다.

## 계통
알렉산더 보빈(2007)은 탁발어를 몽골어족으로 간주한다.
시무넥은 토욕혼어, 거란어와 더불어 탁발어를 선비어로 분류한다.
반면 유하 얀후넨은 탁발인이 오구르어를 사용했을 가능성을 제기했다. Peter Boodberg에 의하면 탁발어는 튀르크어족과 몽골어족의 혼효 언어이다. 천싼핑(陳三平)은 탁발어가 튀르크어족과 몽골어족의 요소를 둘 다 가지고 있었다고 말한다.
류쉐야오(Liu Xueyao)는 탁발어가 그들 고유의 언어를 가졌으며 현재 알려져 있는 그 어떤 언어와도 비교될 수 없다고 하였다.

## 음운

### 모음조화
음차 자료는 탁발어가 8개의 모음 음소를 가지고 있었음을 보여주며, 또한 ATR 모음조화가 존재했음을 시사한다.
| +ATR | +ATR | -ATR | -ATR |
| ---- | ---- | ---- | ---- |
| i    | u    | ɪ    | ʊ    |
| e~ə  | o    | a    | ɔ    |

모음조화의 영향으로 명사화 어미 */-Al/는 [+ATR]의 단어에서 [al], [-ATR]의 단어에서 [əl]로 실현된다.

### 자음
탁발어에서는 공통 선비몽골어(Common Serbi-Mongolic; CSM)의 */AGU/ (*[aʁʊ] ~ *[əɣu])가 단모음화를 거친 형태 */Uw/ (*[ʊw] ~ *[uw])로 나타나며, 이는 다른 몽골어족 언어, 거란어, 선비 제어와는 구분되는 탁발어 고유의 개신이다. 그러나 CSM의 *ɣ ~ *ʁ는 탁발어 음운체계에서 유지되었다.
- 탁발어 *uwl < CSM *əγulə “구름”
- 탁발어 *bʊčin < CSM *baɣʊrčʰɪ-n “요리사”

CSM의 */tʰ/와 */d/가 탁발어에서는 어중에서 *[r]로 실현되었을 수 있으며, 한국어의 ‘거란’이 이러한 현상이 나타나는 탁발어 혹은 기타 방언으로부터 차용된 어형일 수 있다. 또한 CSM의 어중 및 어말 *b가 탁발어에서는 *w으로 약화되었다.

## 형태
다음은 몇 가지 문법적 접미사이다.
- *-A(y) ~ *ʁa(y) ‘동명사 어미’
- *-Al ~ *-l ‘동사의 명사화 어미’
- **čɪ ~ **či ‘직업을 나타내는 접미사’
- **-mɔr/-mʊr (萬) ‘동사의 명사화 어미’
- **-n ‘복수 어미’

## 어휘
다음은 Shimunek(2017)에서 가려 뽑은 탁발어의 기초 어휘이다. 비교방법론을 통해 재구된 어형은 별표 한 개(*), 중국어 반절 표기법과 운서를 기반으로 재구된 어형은 별표 두 개(**)로 나타냈다.
| 탁발어 (재구형)     | 탁발어 (원본 음차) | 의미          | 한문 주석 |
| ------------------- | ------------------ | ------------- | --------- |
| *agyɪl ~ *agɪl      | 屋引               | 방            | 房        |
| *čʰɪrnɔ             | 叱奴               | 이리          | 狼        |
| **dɪʁa              | 地何               | 글월, 책      | 書        |
| **ɦatśir̃            | 阿真               | 음식          | 飲食      |
| *ɦorbǝl             | 嗢盆               | 따뜻하다      | 溫        |
| *ɪrgɪn              | 俟懃               | 더욱          | 尚        |
| **kʰɪl-             | 乞                 | 말하다        | -         |
| **kʰɪr-             | 契                 | 사람을 죽이다 | 殺人      |
| **kʰɪrʁayčɪn        | 契害真             | 살인자        | 殺人者    |
| *ñaqañ              | 若干               | 개            | 狗        |
| *pary-al            | 拔列               | 다리[橋]      | 梁        |
| **pʰatala           | 破多羅             | 쌀뜨물        | 潘        |
| *qɔw/*qəw           | 侯                 | 돼지          | 亥        |
| **tʰaʁ              | 托                 | 흙            | 土        |
| *tʰʊʁnar            | 土難               | 산            | 山        |
| **tʰʊʁay            | 吐奚               | 옛            | 古        |
| *uwl/*ʊwl           | 宥連               | 구름          | 雲        |
| *yirtʊqañ/*yirtʊqan | 壹斗眷             | 밝다          | 明        |
| *žirpəŋ             | 是賁               | 둑            | 封        |
| **žiʁlʊ             | 是樓               | 높다          | 高        |